# 第3機械化歩兵旅団 (フランス陸軍)
第3機械化歩兵旅団（だい3きかいかほへいりょだん、フランス語: 3e brigade mécanisée：3e DB）は、フランス陸軍の旅団のひとつ。CFAT隷下の機械化歩兵旅団で司令部をオート＝ヴィエンヌ県のリモージュに置く。旅団は約6,000名の隊員で構成される。元となった部隊は旧第3アルジェリア歩兵師団で、第二次世界大戦期に編制され、1999年の改編で旅団となる。2016年6月16日をもって解隊された。

## 沿革
- 1943年5月：第3機械化師団が編制される。
- 1999年：陸軍の改編で旅団編制となる。
- 2016年6月16日: 解隊される。
- 同年6月20日: 第3部隊参謀部が3個旅団を隷下置く師団司令部に改組、第3機甲師団として名が引き継がれる。

## 編制
- リモージュ駐屯地（オート＝ヴィエンヌ県）
  - 旅団司令部及び同付中隊
- Carpiagne駐屯地（ブーシュ＝デュ＝ローヌ県）
  - 第1＝第11胸甲騎兵連隊
- クレルモン＝フェラン駐屯地（ピュイ＝ド＝ドーム県）
  - 第92歩兵連隊
- ブリーヴ＝ラ＝ガイヤルド駐屯地（コレーズ県）
  - 第126歩兵連隊
- Valbonne駐屯地（アルプ＝マリティーム県）
  - 第68アフリカ砲兵連隊
- カステルサラサン駐屯地（タルヌ＝エ＝ガロンヌ県）
  - 第31工兵連隊